# Silnice I/38
Die Silnice I/38 (tschechisch für: „Straße I. Klasse 38“) ist eine tschechische Staatsstraße (Straße I. Klasse).

## Verlauf

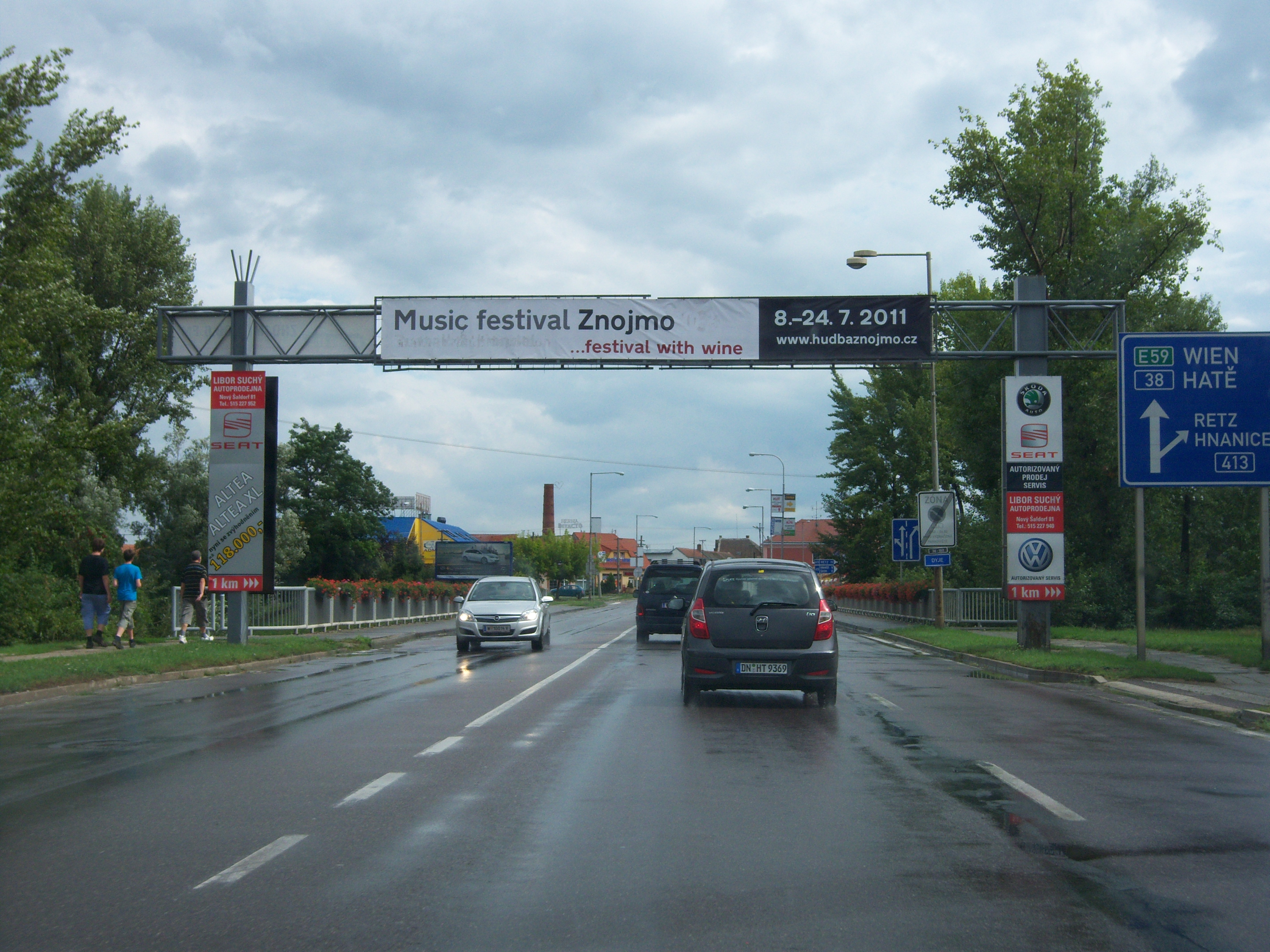
Die Straße in Znojmo (Znaim)

Die Straße beginnt in Jestřebí u České Lípy (Habstein) an der Silnice I/9 und führt über Doksy und Bělá pod Bezdězem (Weißwasser) an die Autobahn Dálnice 10 (Europastraße 65) bei Mladá Boleslav (Jungbunzlau), deren Trasse sie zwischen den Anschlussstellen (exit) 46 und 39 sie mitbenutzt. Weiter verläuft sie in südsüdöstlicher Richtung an Nymburk (Nimburg) und Poděbrady (Podiebrad) vorbei und quert die Autobahn Dálnice 11 (Europastraße 67) bei der Anschlussstelle (exit) 39. Sie nimmt nunmehr eine südliche Richtung und nimmt unmittelbar vor Kolín die Silnice I/12 auf, umgeht Kolin und passiert die Stadt Kutná Hora (Kuttenberg) in deren Norden; hier kreuzt sie die Silnice I/2. Sie führt östlich an Čáslav (Tschaslau) vorbei, wo die Silnice I/17 abzweigt, passiert Golčův Jeníkov (Goltsch-Jenikau) und Habry (Habern) und quert in Havlíčkův Brod (Deutsch Brod) den Fluss Sazawa. Hier kreuzt sie die Silnice I/34. Vor der Stadt Jihlava (Iglau) quert sie an der Anschlussstelle (exit) 112 die Autobahn Dálnice 1 (Europastraße 50) und bildet in ihrem weiteren Verlauf die Europastraße 59, wird westlich um Jihlava herumgeführt, kreuzt bei Markvartice (Markwartsdorf) die Silnice I/23, umgeht sodann Moravské Budějovice (Mährisch Budwitz) und erreicht schließlich Znojmo (Znaim), wo bei dem Kloster Louka die Silnice I/53 in Richtung Brünn (Brno) abzweigt. Die Silnice I/38 erreicht nach weiteren 12 Kilometern in Hatě die tschechisch-österreichische Grenze, an der sie in Kleinhaugsdorf in die Weinviertler Straße B303 übergeht.
Die Länge der Straße beträgt knapp 256 Kilometer.

## Geschichte
Von 1940 bis 1945 bildete die Straße zwischen Bělá pod Bezdězem (Weißwasser) und Mladá Boleslav (Jungbunzlau) einen Teil der Reichsstraße 177 und von dort bis zur heutigen österreichischen Grenze einen Teil der Reichsstraße 96. Zwischen Kolín (Kolin) und Jihlava (Iglau) und erneut zwischen Moravské Budějovize (Mährisch Budwitz) und Znojmo (Znaim) folgt die Straße weitgehend dem Verlauf des Haberner Steigs, eines alten Fernhandelswegs.